# Аотеароа
Аотеароа (на маорски: Aotearoa) е най-широко познатото и прието маорско наименование на Нова Зеландия. То се използва както от маори, така и от чужденци, и става все по-широко разпространено в двуезичните имена на различни национални организации. Например, другото име на Националната библиотека на Нова Зеландия е Те Пуна Матауранга о Аотеароа. От началото на 90-те години е традиция да се пее националният химн на Нова Зеландия както на маорски, така и на английски. Той се нарича „Боже, пази Нова Зеландия“ и довежда до запознаването на по-широк кръг хора с термина Аотеароа.

## Превод
Оригиналното извеждане на Аотеароа не е установено със сигурност. Думата може да се раздроби по следния начин: ао = облак, зора, ден или свят, теа = бял, чист или светъл, а роа = дълъг. Може също така да се разчлени на Аотеа = името на мигриращите уака, които достигат Нова Зеландия, или великия Магеланов облак и роа = дълъг. Най-често срещаният превод е „Земята на дългия бял облак“. Други преводи са „дълъг светъл свят“ или „земята на приемащия ден“, което е свързано с продължителността и качеството на новозеландската дневна част от денонощието (сравнено с по-късите дни, които се откриват по на север в Полинезия).
В някои традиционни предания, Аотеароа е името на кануто на изследователя Купе, който кръщава земята на това име. Съпругата на Купе (в някои версии, това е неговата дъщеря) гледа към хоризонта и извиква „Хе ао! Хе ао!“ („Облак! Облак!“). Според други версии, кануто е направлявано от дълъг бял облак през деня и от дълъг светъл облак през нощта. При пристигането си, признакът за земя пред екипажа на Купе е дългият облак, надвиснал отгоре ѝ. Облакът приковава вниманието на Купе и той казва: „Сигурно е обект от сушата“. Тъй като облакът ги посреща, Купе нарича земята Аотеароа. Аотеароа може да се разчлени на: аотеа-роа. Аотеа е името на маорските миграционни канута. Първата земя, която е забелязана, е наречена съответно Аотеа (Облак), сега Голям бариерен остров. Когато много по-голяма земна маса е открита иззад Аотеа, тя е наречена Аотеа-роа (Дълга Аотеа).